# Doc Watson
Arthel Lane "Doc" Watson (3. marts 1923 – 29. maj 2012) var en amerikansk guitarist og sanger. Hans repertoire dækkede genrer som bluegrass, country, folk, blues og gospel. 

## Begyndelsen
Watson blev født i Deep Gap i Watauga County i North Carolina. Før han fyldte et år, blev han angrebet af en øjeninfektion, der gjorde ham blind. Han fik sit "kælenavn" under en radioudsendelse, hvor speakeren mente at han burde have et nemmere navn end Arthel. Fra publikum blev der råbt, at speakeren kunne kalde ham "Doc" (jf Sherlock Holmes "assistent" Doktor John Hamish Watson), og dette tilnavn blev hængende. 
Han fik sin første guitar af sin far, efter at have lært at spille en enkelt melodi på faderens. Få måneder efter optrådte han på lokale spillesteder sammen med sin bror, Linny Watson. 
I 1947 giftede han sig med Rosa Lee Carlton, datter af violinisten Gaither Carlton. Sammen fik de to børn, Merle Watson og Nancy Ellen. I 1953 begyndte han at spille elektrisk guitar i Jack Williams Country and Western Band. Når han ikke tjente tilstrækkeligt på musikken, arbejdede han som klaverstemmer.

## Populariteten boomer
Omkring 1960 kom der et stort boom indenfor folkemusikken, og Watson gik over til udelukkende at spille akustisk guitar og banjo. Dette satte for alvor gang i hans karriere og han indspillede sin første plade. Samtidigt begyndte han at turnere på populære folkemusikklubber som solist, og han deltog i den berømte Newport Folk Festival i 1963, hvor han fik sit store gennembrud.
Fra 1964 til 1985 optrådte han sammen med sin søn, og fra 1974 som trio med Michael Coleman på bas. I 1985 omkom sønnen Eddy Merle ved et uheld med en traktor, hvorefter Doc afsluttede samarbejdet med Coleman. Men på de 21 år, havde Watson udgivet næsten 30 albums. 

## Senere år
I de senere år fokuserede han på ballader fra sin hjemstavn i North Carolinas Blue Ridge Mountains. Mange af disse var sange, han havde hørt som barn af såvel familie som andre. Af sin bedstemor, Lotty Watson, lærte han blandt andet sin nok mest kendte sang "Tom Dooley". 
I 2007 optrådte han enkelte steder i USA sammen med sin sønnesøn Richard, samt kollegerne David Holt og Jack Lawrence, men den fremskredne alder betød, at optrædenderne blev sjældne. 
Watson var vært for MerleFest Music Festival, der afholdes hvert år i Wilkesboro i North Carolina. Festivalen er opkaldt efter hans søn, og er en af verdens mest populære musikfestivaler med over 85.000 gæster hvert år. Musikken til festivalen er akustisk, og typisk inden for genrer som bluegrass, blues, folk og musikgenrer fra "gamle dage". 

## Æresbevisninger
I 1986 modtog Watson The North Carolina Award, den højeste hædersbevisning en civil kan opnå i North Carolina. I 1997 fik han overrakt National Medal of Arts af præsident Clinton, og i 2000 blev han optaget i International Bluegrass Music Hall of Honor. Siden 1973 har han modtaget i alt 8 Grammypriser, heriblandt Lifetime Achievement Award i 2004. Den seneste Grammy pris fik han i 2006 for Best Country Instrumental Performance for nummeret Whiskey before Breakfast med Bryan Sutton. 

## Udvalgte albums
- Treasures Untold, 1964
- Doc Watson, 1964
- Doc Watson and Son, 1965
- Southbound, 1966
- Home again, 1967
- Old-Timey concert, 1967
- Ballads from Deep Gap, 1967
- Doc Watson in Nashville, 1968
- Doc Watson on stage, 1971
- Doc and Merle Watson's Guitar Album, 1972
- The Elementary Doctor Watson, 1972
- Then and Now, 1973
- Two Days in November, 1974
- Memories, 1975
- Doc and the Boys, 1976
- Lonesome road, 1977
- Tradition, 1977
- Look Away, 1979
- Doc & Merle's Guitar Album, 1983
- Down South, 1984
- Riding that Midnight Train, 1986
- Portrait, 1987
- On Praying Ground, 1990
- Songs for Little Pickers, 1990
- Songs from the Southern Mountains, 1991
- Remembering Merle, 1992
- Docabilly, 1995
- Mel Doc & Del, 1997
- Third Generation Blues, 1999
- Legacy, 2002
- Round the Table again, 2002
- The Three Pickers, 2002

## Eksterne links
- Doc's Guitar : A site dedicated to the guitar and music of Doc Watson Arkiveret 9. november 2020 hos  Wayback Machine
- Merlefest official website Arkiveret 30. juni 2007 hos  Wayback Machine
- Live 1977 recording of "The Cuckoo Bird" by Doc and Merle Watson from the Florida Folklife Collection (made available for public use by the State Archives of Florida) Arkiveret 9. august 2011 hos  Wayback Machine
- WHO2 biography of Doc Watson Arkiveret 23. februar 2007 hos  Wayback Machine
- October 23, 1999 A Prairie Home Companion radio program Arkiveret 4. marts 2016 hos  Wayback Machine
- February 14, 2004 A Prairie Home Companion radio program Arkiveret 3. marts 2016 hos  Wayback Machine